# Bewitched Bunny
«Bewitched Bunny» (рус. Заколдованный кролик) — американский мультфильм 1954 года. Первое появление на экране ведьмы Хазел (Witch Hazel). Пародия на сказку братьев Гримм «Гензель и Гретель».

## Сюжет
Багз Банни прогуливается по лесу и читает сказку братьев Гримм «Гензель и Гретель». Внезапно он видит детей из сказки воочию, их приглашает к себе ведьма Хазел (Witch Hazel). Кролик решает спасти их, дети благополучно убегают, но теперь ведьма решила сделать себе на обед кролика. В ход идут магические зелья и уловки, но Багз остаётся жив и побеждает ведьму, которая сама в итоге превращается в кролика-девушку.

## Роли озвучивали
- Мел Бланк — Багз Банни, Гензель, Прекрасный принц
- Би Бенадерет — Гретель, ведьма Хазел (Witch Hazel), кролик-девушка (в титрах не указана)

## Интересные факты
- Мультфильм доступен на DVD англ. Looney Tunes Golden Collection: Volume 5[1] и англ. Looney Tunes: Spotlight Collection.
- В самом конце мультфильма Багз Банни произносит фразу Ah sure, I know! But aren’t they all witches inside? (рус. Все они [женщины] ведьмы внутри, не так ли?), которая была признана женоненавистнической и была вырезана из эфира в Канаде[2].